# Eratoidea lasallei
Eratoidea lasallei is een slakkensoort uit de familie van de Marginellidae. De wetenschappelijke naam van de soort is voor het eerst geldig gepubliceerd in 1985 door Talavera & Princz.